# Prince and The Revolution Live
 (octobre 2020).
Pour plus de détails, voir Fiche technique et Distribution.
Prince and The Revolution Live est une VHS distribuée par Warner Bros à la suite du succès de la tournée de Prince & The Revolution : le Purple Rain Tour. À la suite de la décision d'arrêter la tournée et de ne pas la produire en Europe, le management de Prince mit en place une diffusion via satellite pour le concert de Syracuse donné dans l'Etat de New York le 30 mars 1985. Pour la plupart des européens, ce fut la première occasion de voir Prince jouer en live.
Le concert sera ainsi diffusé en France sur Antenne 2 le 25 mai 1985 dans l'émission Les enfants du rock.
Après sa sortie et ses diffusions à la télévision, les ventes de Purple Rain ont augmenté en conséquence.[réf. souhaitée]

## Résumé
On retrouve dans cette VHS le concert du 30 mars 1985 au Carrier Dome de Syracuse lors de la tournée Purple Rain Tour. Prince et son groupe sont alors au sommet de leur popularité.

## Editions
Ce concert, souvent diffusé de manière officieuse, fait l'objet d'une première édition en DVD en 2017, dans le cadre de la réédition de l'album Purple Rain, dans le coffret Purple Rain Deluxe – Expanded Edition.
Il fait l'objet d'une sortie en CD, vinyle et blu-ray avec un son stéréo surround 5.1 Dolby Atmos, en juin 2022

## Setlist
| No  | Titre                             | Durée |
| --- | --------------------------------- | ----- |
| 1.  | Let's Go Crazy                    |       |
| 2.  | Delirous                          |       |
| 3.  | 1999                              |       |
| 4.  | Little Red Corvette               |       |
| 5.  | Take Me With U                    |       |
| 6.  | Do Me Baby                        |       |
| 7.  | Irresistible Bitch                |       |
| 8.  | Possessed                         |       |
| 9.  | How Come U Don't Call Me Anymore? |       |
| 10. | Let's Pretend We're Married       |       |
| 11. | God                               |       |
| 12. | Computer Blue                     |       |
| 13. | Darling Nikki                     |       |
| 14. | The Beautiful Ones                |       |
| 15. | When Doves Cry                    |       |
| 16. | I Would Die 4 U                   |       |
| 17. | Baby I'm A Star                   |       |
| 18. | Purple Rain                       |       |

## Analyse
Le titre inédit Possessed est dédié à James Brown.
La setlist comprend toutes les chansons de Purple Rain et les plus grands hits de 1999, contrairement à la plupart des shows de la tournée qui contenaient des titres plus anciens.
La version de Purple Rain qui clôture le spectacle dure plus de 18 minutes. Ce concert est qualifié de "mythique",, "légendaire" ou "historique" par la presse française.
Prince en dira lui-même que "C’était l’un des concerts les plus puissants auxquels [il a] jamais assisté».

## Fiche technique
- Titre original : Prince and The Revolution Live
- Réalisation : Joseph Ruffalo
- Producteur : Rob Cavallo et Steven Fargnoli
- Société de distribution : Warner Bros
- Directeur : Paul Becher
- Label : Warner Bros
- Sortie : juillet 1985 (uniquement aux États-Unis, quelquefois importé en Europe via la Fnac)
- Musique et Composition : Prince & The Revolution
- Genre : Concert

## Musiciens vus à l'écran
- Prince : Chant, Danse, Guitare, Piano
- Wendy Melvoin : Guitare, Chœurs
- Brown Mark : Basse, Chœurs
- Lisa Coleman : Clavier, Chœurs
- Doctor Fink : Clavier, Chœurs
- Bobby Z : Batterie

Invités pour Baby I'm A Star : 
- Eric Leeds : Saxophoniste solo
- Eddie Minnifield : Saxophoniste rythmique
- Apollonia 6 : Chœurs
- Sheila E. et son groupe : Percussion
- Jerome Benton : Danse
- Wally Safford : Danse
- Greg Brooks : Danse

Des membres du public sont invités sur scène pour danser.